# Пирамида (Леонов)
«Пирами́да» — 1700-страничный философско-мистический роман Леонида Леонова, над которым писатель работал на протяжении более чем полувека, начиная с осени 1940 г.. Первые пять глав романа были опубликованы в 1989 г. в журнале «Москва». Роман не был завершен автором даже вчерне и представлял собой разрозненные фрагменты произведения. Надежду свести их воедино Леонов потерял из-за проявившейся в последние годы жизни писателя болезни глаз. Редактор Ольга Овчаренко по собственной инициативе сама состыковала отдельные эпизоды романа в единое целое. При этом ряд ключевых эпизодов компоновался из не всегда идеально стыкующихся друг с другом источников. В результате в тексте постоянно нарушается хронология событий. Роман увидел свет в год смерти автора (1994) в трёх спецвыпусках журнала «Наш современник» с подзаголовком: «роман-наваждение в трёх частях» и в тот же год был издан в издательстве «Голос».

## Сюжет
Осенью 1940 года рассказчик — писатель Леонид Максимович — ожидает скорого ареста: его последняя пьеса по распоряжению властей запрещена к постановке. Чтобы отвлечься, он забредает в сумерках на Старо-Федосеевское кладбище, расположенное на окраине Москвы. Дочь священника, поющая в хоре, как ему кажется, беседует с бесплотным ангелом, изображённым на одном из столпов старого храма, словно привратник «у загадочной, нарисованной позади него, на мощных петлях, кованой двери — входом неведомо куда».
Знакомство рассказчика с отцом девочки, попом-лишенцем по имени Матвей, и все последующие события помещены в промежуток времени, предшествующий пожару и сносу Федосеевской обители. Как и в романе «Русский лес», Леонов рисует манихейскую картину мира. На этот раз борьбу за души людей ведут дьявол в обличье профессора-атеиста Шатаницкого и сошедший со стены храма ангел, скрывающийся за фамилией Дымков.
Через демонические соблазны «главного атамана безбожников» последовательно проходят разные герои книги — отец Матвей (Лоскутов), Хозяин (Сталин) и даже роковая красотка Юлия Бамбалски. Эта несостоявшаяся актриса хочет родить ребёнка от ангела, но влечёт её и противоположная сторона: «Наверное, у вас имеются интересные знакомства и в кругу дьяволов?.. Судя по литературным источникам, эти адские господа всегда такие целеустремлённые, мускулистые, волевые… в противоположность вам!»
Роман изобилует отсылками к книге Еноха и пространными диалогами на религиозно-философские темы. Во время одного из них отец Матвей выводит Шатаницкого на чистую воду. Правда, сам «честной отец» впадает в гностическую ересь, например, считает творение человека ошибкой Бога и намекает на то, что Христос умер на кресте именно за этот грех: «Оно действительно состоялось, сошествие с небес, во искупление первородного греха… весь вопрос — чьего?»
Дымков, «таинственный пришелец неизвестно откуда», изумляет посетителей цирка своими «фокусами». Призвав его в Кремль, Сталин (инвариант Великого инквизитора) выкладывает перед ним созвучные отцу Матвею мысли о том, что в устройстве человека имеется изначальный изъян и что его ближайшая история будет состоять в движении к вырождению — с тем, чтобы на руинах старого человечества возникло новое: «Нам с тобой, товарищ ангел, предстоит поубавить излишнюю резвость похотей и мыслей для продления жизни на земле». Дымков, однако, противостоит соблазну пойти на бунт против Бога и, благополучно избежав западни, отбывает из Москвы.
Луч надежды на светлое будущее связан с фигурами Дуни (образ восходит к Беатриче)  и  Вадима Лоскутовых, детей отца Матвея. Вадим, будучи убеждённым коммунистом, всеми силами пытается оправдать социалистический проект в России. Ему принадлежит своя «Пирамида» — книга в книге. За рассказом о древнеегипетском фараоне Вадим прячет адресованное Сталину предупреждение о неизбежности развенчания его культа. Судьба молодого коммуниста подтверждает обречённость социалистической утопии — его убивают в сталинском лагере.

## Историософия Леонова
Философский роман Леонова, в 1990-е годы не обративший на себя сколько-нибудь широкого внимания, отличается амбициозностью замысла. На первых же страницах автор пишет, что ему предстоит «неосуществимая тема размером в небо и ёмкостью эпилога к Апокалипсису — уточнить трагедийную подоплёку и космические циклы большого Бытия, служившие ориентирами нашего исторического местопребывания».
Захар Прилепин, автор книги о Леонове, видит основное содержание «Пирамиды» во вселенской борьбе сил добра и зла: последние стремятся, скомпрометировав Дымкова, продемонстрировать мерзость человеческой природы, сгубившей не только себя, но и очередного посланника Бога, — возможно даже, спровоцировать тем самым сворачивание проекта «человек» на планете Земля.
Сложная картина мироздания, которую открывает людям Дымков, доходит до повествователя искажённой чужим сознанием: «половина улетучилась из памяти, а сохранившаяся успела подёрнуться налётом отсебятины». Пессимистические рассуждения о судьбах человечества вложены автором в уста старого востоковеда Филуметьева и «вождя народов» Сталина:
Человек гадок для самого себя как самоцель, а хорош как инструмент для некоего великого задания, для выполнения которого дана была ему жизнь, и нечего щадить глину, не оправдавшую своего главного предназначения.
В этой трактовке эволюция вселенной представляется в виде пирамиды (или убывающих треугольников, которые рисует на бумаге ангелоид Дымков). Египтолога Филуметьева обуревают эсхатологические предчувствия: человечество перешагнуло за пределы вершины пирамиды, его золотой век в прошлом, впереди — только движение на убыль. «Событийная, всё нарастающая жуть уходящего века позволяет истолковать его как вступление к возрастному эпилогу человечества: стареют и звёзды», — предупреждал в предисловии к роману Леонов.
По замечанию Прилепина, в последней большой книге русской литературы XX века «жизненные трагедии, иллюстрирующие душевные метания самого Леонова, происходят на фоне истончения вообще всех истин в мире — измельчания и отмирания человечества вообще».

## Форма
Для языковой ткани «Пирамиды» характерно обилие специальной терминологии, как научной, так и теологической. «Самая трудность и плотность леоновского языка, некоторая его корявость необходима для фиксации на важнейших ходах мысли; скользить по странице этого романа нельзя — её надо медленно проговаривать вслух», — так комментирует особенности леоновского языка Дмитрий Быков.
В литературоведении также отмечается, что «Пирамида» обозначает отход от принципов, на которых строились предыдущие книги Леонова, в сторону символистской эстетики, предполагающей «возможности перехода повествования из реального пласта жизни в ирреальный».